# Bethelium inscriptum
Bethelium inscriptum là một loài bọ cánh cứng trong họ Cerambycidae.